# Керовпе Кушнерян
Керовпе (Керовбе) Кушнерян (вірм. Քերովլե Քուշներյան; світське ім'я — Данило Кушнерєв; 28 січня 1841, м. Карасубазар, тепер Білогірськ, Крим — 12 липня 1891, м. Феодосія, Крим) — вірменський церковний і культурно-освітній діяч, історик, перекладач.

## Біографічні відомості
1883 року здійснив мандрівку до Кам'янця-Подільського. 1885 року у Венеції видав вірменською мовою книгу «Паломництво до вірменської Богоматері в Кам'янці-Подільському». 1895 року вона увійшла як окремий розділ до книги Кушнеряна «Історія вірменських поселенців Криму», теж виданої у Венеції.
Переклав статтю Еміля Дюрана "Le poete national de la Petite-Russie" (Chevtchenko)" в журналі "Revue des deux Monde" (1876, №16). Цей переклад у вірменському часописі "Базмавеп" (1879) був підписаний К.К. і містив багато фактів з життя Тараса Шевченка.